# Ludwig von Holte
Ludwig von Holte (* im 13. Jahrhundert; † um 1294) war ein römisch-katholischer Geistlicher und Domherr in Münster.

## Leben

### Herkunft und Familie
Ludwig von Holte entstammte dem Edelherrengeschlecht derer von Holte mit Stammsitz im Osnabrücker Raum (Holter Burg). Er war der Sohn des Hermann von Holte und dessen Gemahlin Sophia von Ravensberg, Tochter des Grafen Ludwig von Ravensberg. Er war der Neffe des Kölner Erzbischofs Wigbold von Holte, des münsterischen Bischofs Wilhelm von Holte und der Essener Äbtissin Beatrix von Holte. Seine Schwester Jutta war Äbtissin in Nottuln. Gertrud war mit Hermann II. von Lohn verheiratet.

### Wirken
Ludwig findet als Domherr zu Münster erstmals 1275 urkundliche Erwähnung. Sein Vater schenkte im Jahre 1280 dem Stift Herford die Vogtei über zwei Höfe. Dieser Akt wurde von Ludwig urkundlich bestätigt. 1285 schenkte Ludwig dem Johanniterhaus in Herford ein Gut. Er war Pfarrer in Lüdinghausen und Kanoniker in St. Mauritz in Münster.
Die Quellenlage gibt über sein Wirken als Domherr keinen Aufschluss.